# Cementárna Mokrá
Cementárna Mokrá (Cementárny a vápenky Mokrá) se nachází v obci Mokrá-Horákov v okrese Brno-venkov na jižním okraji jihomoravského krasu a je součástí společnosti Českomoravský cement, a.s. Cementárna byla založena v šedesátých letech 20. století. Do roku 1998 byla součástí akciové společnosti Cementárny a vápenky Mokrá cementárna Maloměřice. V roce 2003 byla odprodána vápenka firmě Carmeuese Czech Republic, s. r. o.

## Historie
Využívání vápencového ložiska v okolí Brna má dlouhodobou tradici. V okolí Brna se nacházelo několik vápenek. V roce 1907 v Maloměřicích byla založena cementárna. V letech 1957–1959 byla vypracována studie zaměřená na různé způsoby využití vápencových zásob. V roce 1961 byl otevřen lom Mokrá a schváleny projekty k výstavbě nové cementárny. V květnu roku 1961 byly zahájeny přípravné práce v budoucím lomu, stavební práce komunikací, úprava nádraží v Blažovicích a výstavba vodních nádrží. V roce 1965 (25. března) byl ministerstvem stavebnictví zřízen národní podnik Cementárna Mokrá. V roce 1968 byla zapálená první rotační pec na výpal slínku. V roce 1969 byly uvedeny do provozu rotační pece na výpal vápna a mlýny na mletí cementu. Dne 1. ledna 1980 vznikly Cementárny a vápenky Mokrá k. p., který zahrnoval závody: Maloměřická cementárna, Cementárna a vápenka Mokrá, Vápenka Čebín, Vápenka Mikulov a v roce 1985 byl připojen závod Vápenka Tlumačov. V roce 1989 (leden) vznikl státní podnik Cementárny a vápenky Mokrá, který byl v dubnu změněn na Cementárny a vápenky Mokrá, koncernový podnik. 1. ledna 1991 byla akciová společnost privatizována, majoritním akcionářem se stala společnost CBR Cimenteries S. A., Belgie. V roce 1998 Cement Bohemia Praha, a.s. se sloučila se společností Cementárny a vápenky Mokrá, a.s. a vytvořily nový podnik Českomoravský cement, a.s.
V roce 2003 byla prodána výroba vápna a s ní souvisejících činností společnosti Carmeuese Czech Republic, s. r. o.

### Vlečka
Ve stanici Blažovice vede vlečka č. 5009 přes Sivice do cementárny Mokrá. V cementárně je velké seřaďovací nádraží s opravárenskými dílnami pro opravu vozových skříní a nástaveb. Za seřaďovacím nádražím je nákladní nádraží se zásobníky na cement a vápno. Provoz obou nádraží je řízen centrálně.

### Lom
Lom Mokrá se nachází v oblasti Moravskoslezského devonu. Dobývací prostor byl vyhlášen v roce 1961 a stanovena rozloha na 265,98 ha. Ve velkolomu mezi obcemi Horákov-Mokrá a Hostěnice se nacházejí tři lomy (západní, střední a východní).
Technika v lomu: Belaz 540A (nosnost 40tun), nakladač Cat 990, 950H, 990H, dampr Cat 775B, v roce 2015 nakladač Cat 988K (hmotnost 51 tun, výkon 432 kW, objem lopaty 6,4–7,6 m3),dampr Komatsu HD465-7 (nosnost 55 t, 552 kW), v roce 2016 byl dán do provozu dampr Cat 775G (nosnost 120 tun, výkon 825 k).